# Yeghegnut (Armavir)
Yeghegnut (in armeno Եղեգնուտ?, in passato Sefiabad, fino al 1947 Ghamishlu) è un comune dell'Armenia di 2 073 abitanti (2009) della provincia di Armavir.